# Liste der Herrscher von Nevers
Grafen und Herzöge von Nevers waren:

Wappen der Grafschaft Nevers

## Kapetinger
- Heinrich der Große (Henri le Grand) († 1002), Graf von Nevers, 965 Herzog von Burgund

## Haus Burgund-Ivrea
- 982–1026: Otto Wilhelm († 1026), Adoptivsohn Heinrichs

## Haus Monceaux

Provinzen Frankreichs (1477). Die Grafschaft Nevers orange markiert.

- 1026–1028: Landry (um 975–1028), Sohn von Bodo von Monceaux, Gründer des Hauses Monceau; ⚭ um 995 Mathilde von Burgund, Tochter des Otto Wilhelm Graf von Burgund
- 1028–1040: Rainald I. (um 1000– 29. Mai 1040) Graf von Auxerre (1028–1040), Sohn von Landry, ⚭ um 1015 Adelheid von Frankreich, Gräfin von Auxerre, Tochter des Königs Robert II.
- 1066–1083: Wilhelm I. (1029–1083), Graf von Auxerre und Nevers, Sohn Rainalds I. ⚭ Ermengarde Gräfin von Tonnerre
- 1083–1097: Rainald II. (um 1055– um 1097), Graf von Auxerre, Tonnerre und Nevers, Sohn Wilhelms I. ⚭ I Agnes von Beaugency, ⚭ II Ida-Raimunde von Forez
- 1097–1147: Wilhelm II. (um 1083–1148), Graf von Auxerre, Tonnerre und Nevers, Sohn von Rainald II. und Agnès von Beaugency, ⚭ Adelheid
- 1147–1161: Wilhelm III. (um 1110–1161), Graf von Auxerre, Tonnerre und Nevers, Sohn Wilhelms II. ⚭ Ida von Sponheim
- 1161–1168: Wilhelm IV. († 1168), Graf von Auxerre, Tonnerre und Nevers, Sohn Wilhelms III., ⚭ Eleonore von Vermandois (Haus Frankreich-Vermandois)
- 1168–1176: Guido († 1175), Graf von Auxerre, Tonnerre und Nevers, Bruder Wilhelms IV. ⚭ Mahaut von Burgund
- 1176–1181: Wilhelm V. († 1181), Graf von Auxerre, Tonnerre und Nevers, Sohn Guido
- 1181–1192: Agnes I. († 1192), Gräfin von Auxerre, Tonnerre und Nevers, Tochter Guidos, ⚭ Peter II. von Courtenay

## Haus Frankreich-Courtenayu.a.

Wappen des Hauses Courtenay

Wappen Odo von Burgunds

- 1184–1192: Peter von Courtenay, † 1219, 1183 Herr von Courtenay, Montargis, 1184–1192 Graf von Nevers, 1199 Graf von Auxerre und Tonnerre, 1213 Markgraf von Namur, 1216 Kaiser von Konstantinopel, ⚭ 1184 Agnes I. von Nevers
- 1192–1257: Mathilde von Courtenay[1], † 1257, ⚭ 1199
  - Hervé IV. de Donzy, † 1223, vielleicht geschieden 1213
  - Agnes II. von Donzy, † 1225, deren Tochter; ⚭ 1221
  - Guido IV. von Châtillon, Graf von Saint-Pol, † 1226
  - Guigues IV. d’Albon, Graf von Forez, † 1241; ab 1226 Mathildes zweiter Ehemann, 1229 Graf von Nevers
  - Gaucher de Châtillon, † 1250, deren Sohn
  - Yolande de Châtillon, † 1254, dessen Schwester; ⚭ Archambault IX. de Bourbon, † 1249
- 1257–1262: Mathilde II. de Bourbon, † 1262, deren Tochter; ⚭ 1242
  - Odo von Burgund, † 1266, Erbe des Herzogtums Burgund, 1257–1262 Graf von Nevers, Auxerre und Tonnerre (uxor nomine)
- 1262–1280: Jolanthe von Burgund (1247–1280), deren Tochter, gibt 1273 Auxerre und Tonnerre ab; ⚭ I Johann von Frankreich (1250–1270), ⚭ II Robert von Dampierre (1249–1322)
  - Johann von Frankreich (1250–1270) genannt Johann von Damiette (1250–1270), 1265 Graf von Nevers und 1268 Graf von Valois
  - Robert von Dampierre (1249–1322) Graf von Flandern

## Haus Dampierre

Wappen des Hauses Bourbon-Dampierre

- 1272–1280: Robert von Dampierre (1249–1322), auch Robert von Béthune genannt, Herr von Béthune Graf von Flandern (Robert III.) (1305–1322) und Graf von Nevers (uxor nomine)
- 1280–1322: Ludwig I. von Dampierre, Graf von Nevers († 1322) ⚭ 1290 Johanna Gräfin von Rethel
- 1322–1346: Ludwig II. († 1346), Graf von Flandern (Ludwig I.), Nevers und Rethel, Sohn Ludwigs I., ⚭ 1317 Margarete von Frankreich (* 1310, † 1382), Gräfin von Artois
- 1346–1384: Ludwig III. (* 1330 † 1384), Graf von Flandern (Ludwig II.), Artois, Nevers und Rethel, Sohn Ludwigs II., ⚭ 1347 Margarete von Brabant (* 1323, † 1368)

- 1384–1405: Margarete (* 1350, † 1405), Gräfin von Flandern (Margarete III.), Burgund, Artois, Nevers und Rethel, Tochter Ludwigs III., ⚭ I 21. März 1356 Philipp I. Herzog von Burgund (1345–1361) ⚭ II 19. Juni 1369 Philipp II. Herzog von Burgund (1342–1404)

## Haus Burgund

Wappen der Herzöge von Burgund

- 1384–1404: Philipp I., Herzog von Burgund (1342–1404) ⚭ 1369 Margarethe von Flandern (1350–1405)
- 1385–1404: Johann Ohnefurcht (1371–1419), Graf von Nevers vor seiner Thronbesteigung in Burgund
- 1405–1415: Philipp II. (1389–1415), Graf von Nevers und Rethel, Bruder Johanns
- 1415–1464: Karl (1414–1464), Sohn Philipps
- 1464–1491: Johann II. (1415–1491), Bruder Karls, Graf von Nevers, Rethel und Étampes, 1472 Graf von Eu
- Elisabeth († 1483), Tochter Johanns, Erbin von Nevers und Eu; ⚭ 1455 Johann I. Herzog von Kleve, Graf von der Mark etc. (1419–1481)

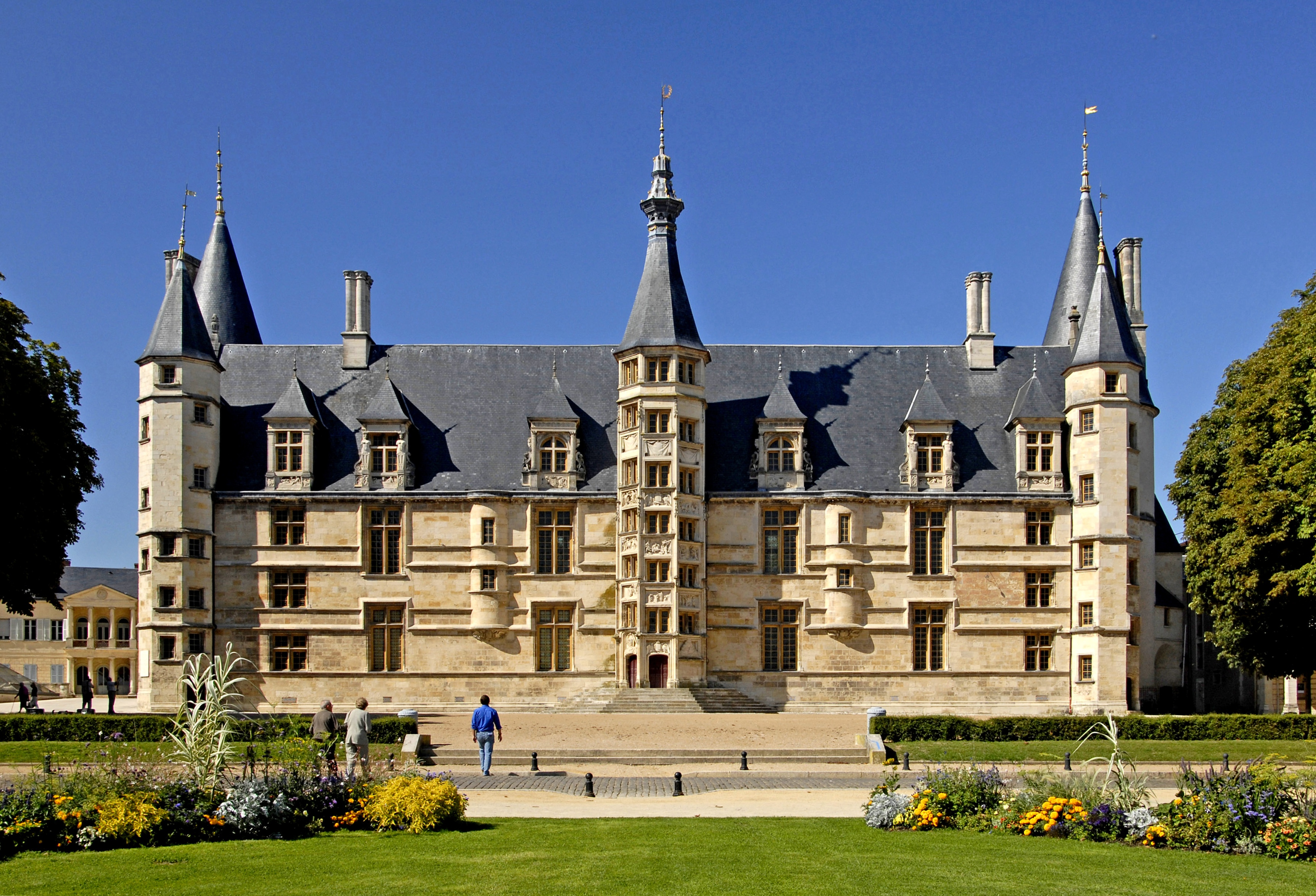
Herzogspalast in Nevers, erbaut ab 1460 für Johann II.

## Haus Kleve-Mark(Haus Kleve-Nevers)

Wappen des Hauses Kleve-Mark-Nevers

- 1504–1506: Engelbert von Kleve (* 1462, † 1506), Sohn Johanns und Elisabeths, 1486 in Frankreich naturalisiert, 1490 Titulargraf von Auxerre, Graf von Eu und Étampes, Pair von Frankreich; ⚭ 1490 Charlotte de Bourbon (* 1474, † 1520), Tochter von Johann VIII., Graf von Vendôme
- 1506–1521: Karl von Kleve-Nevers († 1521), Sohn Engelberts, Graf von Eu, Pair von Frankreich; ⚭ Marie d’Albret (* 1491, † 1549), Enkelin Johanns II., Gräfin von Rethel
- 1521–1562: Franz I. (François I.) von Kleve (* 1516, † 1562), Sohn von Charles und Marie d’Albret, Graf von Eu etc., Pair von Frankreich; ab 1539 Herzog
- 1562 Franz II. (François II.) von Kleve (* 1540, † 1562), Sohn von François I., Graf von Eu etc., Pair von Frankreich
- 1562–1564: Jacques de Clèves (* 1544, † 1564), Sohn von François I., Graf von Eu, Rethel etc., Pair von Frankreich
- 1564–1601: Henriette von Kleve (* 1542, † 1601), Tochter von François I., Pair von Frankreich; ⚭ 1566 Luigi Gonzaga (1539–1595), ab 1581 Herzog von Rethel

## Gonzaga

Wappen von Luigi Gonzaga

- 1566–1595: Luigi Gonzaga (Ludwig IV.)
- 1595–1627: Karl III., Herzog von Mantua 1630
- 1627–1631: Karl IV.
- 1631–1637: Karl III. (erneut)
- 1637–1659: Karl V.

Die Herzogtümer Nevers und Rethel wurden 1659 an den Kardinal Mazarin verkauft.

## Haus Mazarin-Mancini

Wappen von Jules Mazarin

- 1659–1661: Jules Mazarin (1602–1661), Kardinal, regierender Minister Ludwigs XIV.
- 1661–1707: Philippe Julien Mancini (1641–1707), Ehemann einer Nichte Mazarins
- 1707–1768: François Mancini (1676–1768), Sohn des vorigen
- 1768–1789: Louis Jules Mancini (1716–1798), Sohn des vorigen.